# 弗林根
弗林根（德語：Vöhringen，發音：[ˈføːʁɪŋən] ⓘ）是德国巴伐利亚州施瓦本行政区新乌尔姆县的城市，面积23.69平方千米，人口为人。